# Strontium-Einheit
Die Strontium-Einheit (Einheitenzeichen: S.U.) ist ein Maß für den Strontium-90-Gehalt im Körper. 
1 S.U. = 1 Picocurie/Gramm Calcium = 37 Becquerel/Kilogramm Calcium
Größere Mengen Strontium 90 gelangen bei allen nuklearen Katastrophen  und oberirdischen Kernwaffentests in die Umwelt. Strontium verhält sich chemisch ähnlich wie Calcium und wird daher leicht in Knochen eingebaut.